# متحف التاريخ الطبيعي إسمه حسن باي زردابي
متحف التاريخ الطبيعي إسمه حسن باي زردابي (بالأذرية: Həsən bəy Zərdabi adına Təbiət Tarixi Muzeyi) - متحف الجيولوجيا التابع لأكاديمية العلوم الوطنية الأذربيجانية، الذي أنشئ عام 1930. سمي المتحف باسم حسن باي زردابي، المفكر الأذربيجاني البارز.

## تاريخ المتحف
تأسس متحف التاريخ الطبيعي عام 1930.
في عام 1945 تم إدراج المتحف في هيكل معهد الجيولوجيا التابع لأكاديمية العلوم في جمهورية أذربيجان الاشتراكية السوفيتية.
منذ عام 1944، تم تسمية المؤسسة باسم حسن باي زردابي.
في يناير 2014، تقرر الموافقة على لوائح المتحف الوطني للتاريخ الطبيعي لجمهورية أذربيجان.
بموجب القرار، من المخطط إنشاء متحف وطني ألتابعة أكاديمية العلوم الوطنية الأذربيجانية.
مدير متحف التاريخ الطبيعي هو دكتور في الفلسفة والبيولوجيا - تارييل إيباتوف.

## المعرض
يتكون المتحف من قسمين: الأقسام الجيولوجية وعلم الحيوان
يتعرض القسم الجيولوجي معلومات عن الهيكل الجيولوجي والتكتوني لجمهورية أذربيجان والخرائط والرسوم البيانية والمعادن.
في قسم علم الحيوان، يقدم هيكل عظمي بشري وكذلك الصور التي تحتوي على معلومات حول نبات أذربيجان.
أقدم معرض هو أسنان إكتيوصور من العصر الطباشيري، أكثر من 120 عام.